# Georg Jacob Friedrich Meister

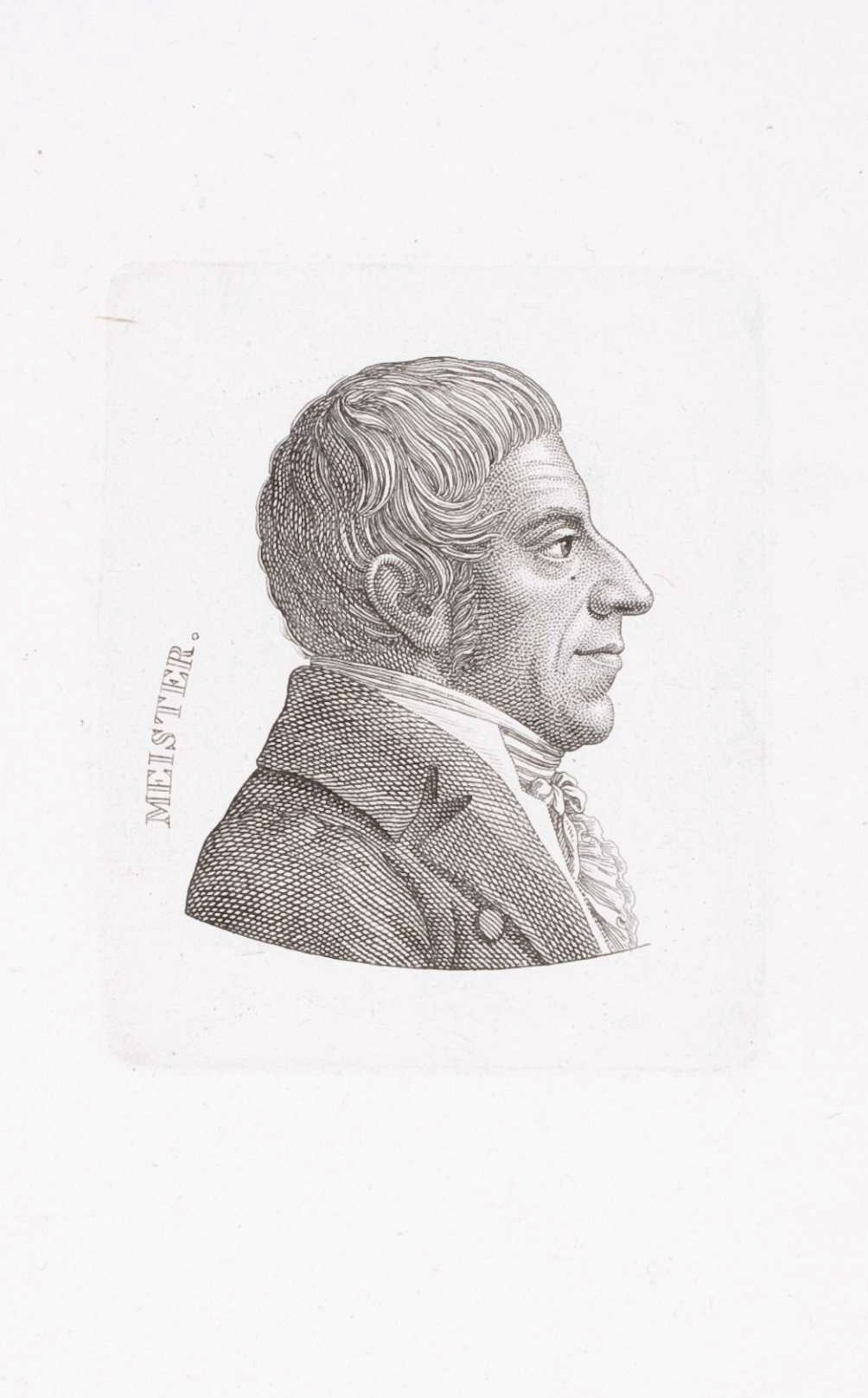
Georg Jacob Friedrich Meister

Georg Jacob Friedrich Meister (* 11. Oktober 1755 in Göttingen; † 25. Dezember 1832 ebenda) war ein deutscher Professor für Rechtswissenschaften und Geheimer Justizrat, der sich maßgeblich für ein moderneres und humaneres Strafrecht einsetzte.

## Leben und Wirken
Der Sohn des Göttinger Juraprofessors und Hofrats Christian Friedrich Georg Meister und einer Tochter des Göttinger Ordinarius der Juristenfakultät Johann Friedrich Wahl wurde von ausgesuchten Privatlehrern unterrichtet und erhielt bereits mit 10 Jahren zu Weihnachten 1765 das so genannte akademische Bürgerrecht. Dies berechtigte ihn dazu, noch als Jugendlicher akademische Vorlesungen zu besuchen und er bewies dabei im Jahr 1775 sein Talent auf dem juristischen Gebiet mit seiner ersten Abhandlung de conditione: si sine liberis successerit. In der Folge studierte Meister Rechtswissenschaften an der Universität Göttingen und schloss dieses Studium im Jahr 1778  mit seiner Promotion ab.
Anschließend übernahm ihn die Hochschule zunächst als Privatdozent für Zivil- und Strafrecht sowie ab 1782, wenige Wochen vor dem Tod seines Vaters, als außerordentlichen Professor für Kriminalrecht. Gleichzeitig wurde er zusammen mit seinen beiden Schwägern Justus Ludwig Bechtold und Johann Friedrich Eberhard Böhmer zum Beisitzer in das Spruchkollegium der Universität berufen, welchem er in späteren Jahren auch als Leiter vorstand. Im Jahr 1784 übertrug ihm die Universität Göttingen die Stelle des ordentlichen Professors für Straf- und Kriminalrecht, wählte ihn 1801 zum Prorektor und Ersten Magistrat der Hochschule und benannte ihn 1807 zum Ordinarius der Juristenfakultät, eine Position, welche er bis zu seinem Tode innehatte. Zuvor wurde er bereits 1792 zum Hofrat und im Jahre 1816 zum Geheimen Justizrat befördert.
In seinem Hauptgebiet, dem Bereich des Kriminalrechtes, setzte sich Meister, vor allem geprägt durch die Juristenfamilie Boehmer, in die er einheiratete, für eine deutliche Humanisierung des Strafrechts ein. Während Johann Samuel Friedrich von Böhmer, Bruder von Meisters Schwiegervaters Georg Ludwig Böhmer, noch dafür plädierte, dass die damals übliche Folter als Mittel der Beweisführung für ein mit der Todesstrafe zu ahndendes Verbrechen durchaus beibehalten werden kann, durch die Definition fester Grundsätze allerdings Willkür für die Praxis vermieden werden sollte, setzte sich Meister in seinem Lehrbuch für Kriminalrecht Principia iuris criminalis Germaniae communis dafür ein, die Beweggründe für eine Todesstrafe erheblich zu reduzieren oder gar abzuschaffen und auch die damit einhergehende Möglichkeit der Folter durch humanere Methoden zu ersetzen. Gerade anhand dieses mehrfach ergänzten, überarbeiteten und neu aufgelegten Werkes ist in den jeweiligen Herausgaben gut nachzuvollziehen, wie Meister sich aus seiner ursprünglichen Rolle eines Vermittlers zwischen traditionellem Strafrechtsverständnis und Erneuerung zu einem energischen Verfechter für Humanität und Zivilisation im Geiste der Aufklärung entwickelt hatte. Dabei nahm er den Staat mit in die Verpflichtung, indem er für eine sinnvolle Prävention zur Verhütung krimineller Machenschaften sowie für die Vermeidung von Quellen der Gewalt plädierte. Auch in seinen weiteren Publikationen und seinen zahlreichen Vorlesungen vertrat er vehement diese reformerischen Gedanken.
Mittlerweile konnte sich auch die Regierung des Königreichs Hannover diesen Referenzen nicht mehr entziehen und zog Meister bei ihren Gesetzgebungsverfahren regelmäßig zu Rate. Von ihr erhielt er auch im Jahre 1824 den Auftrag, zusammen mit Friedrich Johann Ludwig Göschen einen Entwurf zu einem neuen Kriminalgesetzbuch zu erstellen. Darüber hinaus war Meister neben seinen eigenen Publikationen Herausgeber einiger von ihm vollendeten Werke seines Vaters und Schwiegervaters, welche diese vor ihrem jeweiligen Ableben nicht mehr fertigstellen konnten.
Zu Meisters bedeutendsten Studenten an der Universität in jener Zeit zählten unter anderem Karl August Tittmann, Heinrich Eduard Siegfried von Schrader, Christian Friedrich Mühlenbruch und Ernst Peter Johann Spangenberg.  Für seine Verdienste um Lehre und Rechtsprechung wurde Meister mit dem Ritterkreuz des Guelphen-Ordens geehrt, mit dessen Verleihung auch die Erhebung in den persönlichen, nicht-erblichen Adelsstand erfolgte.

## Familie
Georg Jakob Friedrich Meister war verheiratet mit Justina Dorothea Louise Boehmer (1769–1823), Tochter des Göttinger Juraprofessors und Geheimen Justizrats Georg Ludwig Böhmer, mit der er sieben Kinder hatte, von denen allerdings jeweils zwei Söhne und Töchter ihren Vater nicht überlebten. Durch diese familiäre Konstellation profitierte Meister von den regelmäßigen Treffen und dem intellektuellen Gedankenaustausch im Hause seines Schwiegervaters, an denen sowohl mehrheitlich dessen Kinder als auch die meisten angeheirateten Schwäger wie beispielsweise Karl Wilhelm Hoppenstedt, Georg Heinrich Nieper, Friedrich Johann Lorenz Meyer und Meister selbst aber auch Andere teilnahmen. Diese Tradition der Gesprächsrunden wurde auch nach dem Tod seines Schwiegervaters im Hause Meisters weiterhin aufrechterhalten und auch auf neue Gäste ausgedehnt. So verkehrten außer den bereits genannten Familienangehörigen unter anderem die Brüder Adolphus Frederick, 1. Duke of Cambridge, und Ernst August I. von Hannover in diesem Hause wie auch der Anthropologe Johann Friedrich Blumenbach, der Historiker August Ludwig von Schlözer, sowie die Dichter Friedrich Gottlieb Klopstock und Johann Wolfgang von Goethe.
Nach Georg Meisters Tod verfasste sein Schwager Georg Wilhelm Böhmer, Mitgründer der Mainzer Republik, später Friedensrichter und zuletzt Privatdozent in Göttingen, eine beachtenswerte Vita über ihn.
Der Mathematiker Albrecht Ludwig Friedrich Meister war sein Onkel, der Rechtswissenschaftler Johann Christian Friedrich Meister ein Vetter.

## Schriften (Auswahl)
- De evangelica religionis qualitate voti curiati collegii comitum Franconicorum in comitiis imperii universalibus. Dissertation. Dieterich, Göttingen 1778.
- Versuch einer Bestimmung der Grundsätze, wonach die Religionsbeschaffenheit der teutschen Reichstagsstimmen am richtigsten zu beurtheilen ist. Dieterich, Göttingen 1780.
- Abhandlung, über den Einfluß, welchen der Stand des Verbrechers auf die Strafen und das Verfahren in Strafsachen hat. Bossiegel, Göttingen 1784.
- Principia iuris criminalis Germaniae communis. Dieterich, Göttingen 1789.
- Abhandlung von dem Religionsverhältnisse der Reichstagsstimmen gegen Georg Jakob Friedrich Meisters Versuch einer Bestimmung der Grundsätze, wonach die Religionsbeschaffenheit der deutschen Reichstagsstimmen zu beurteilen istFreiburg im Breisgau, 1789.
- Practische Bemerkungen aus dem Criminal- und Civilrechte, durch Urtheile und Gutachten der Göttingischen Juristen-Facultät erläutert. 2 Bd. Dieterich, Göttingen 1791–1795.
- Rechtliche Erkenntniße und Gutachten in peinlichen Fällen, größten Theils im Namen der Göttingischen Juristen-Facultät ausgearbeitet. zusammen mit Christian Friedrich Georg Meister. Vandenhoeck und Ruprecht, Göttingen 1799.